# Dora Pejačević
Dora Pejačević (10. září 1885 Budapešť, Rakousko-Uhersko – 5. března 1923 Mnichov, Německo) byla chorvatská šlechtična a hudební skladatelka.

## Život
Dora Pejačević vyrůstala ve městě Našice ve Slavonii. Jejím otcem byl chorvatský bán hrabě Teodor Pejačević, matka byla maďarská baronka Elisabeta-Lilla Vay de Vaya, vzdělaná a vynikající klavíristka a zpěvačka. Základní hudební vzdělání získala mladá Dora u varhaníka Károlyho Noszedy (1863–1944) v Budapešti. Ve vzdělání pokračovala v chorvatském hudebním spolku v Záhřebu, u Václava Humla se učila na housle, u Ćirila Junka hudební teorii a v soukromé záhřebské škole Dragutina Kaisera instrumentaci. Od roku 1909 brala soukromé hodiny v Drážďanech u Percyho Sherwooda (1866–1939), v Mnichově pak studovala kompozici u Waltera Courvoisiera a housle u Henri Petriho (1853–1914). V podstatě byla ale samouk, své náměty hledala ve výměně myšlenek s dalšími umělci. K okruhu jejích známých a přátel patřili Annette Kolb, Karl Kraus (autor časopisu Die Fackel – „Pochoděň“), Rainer Maria Rilke, jeho žena Clara Westhoff, česká mecenáška a šlechtična Sidonie Nádherná i klavíristka Alice Ripper (1889-?). V deníku Dory Pejačević je zaznamenána četba mnoha děl, které probudily její zájem o filosofické a sociální otázky: jde o práce Arthura Schopenhauera, Sørena Kierkegaarda, Dostojevského, Ibsena, Nietzscheho, Oscara Wildea či Thomase Manna.

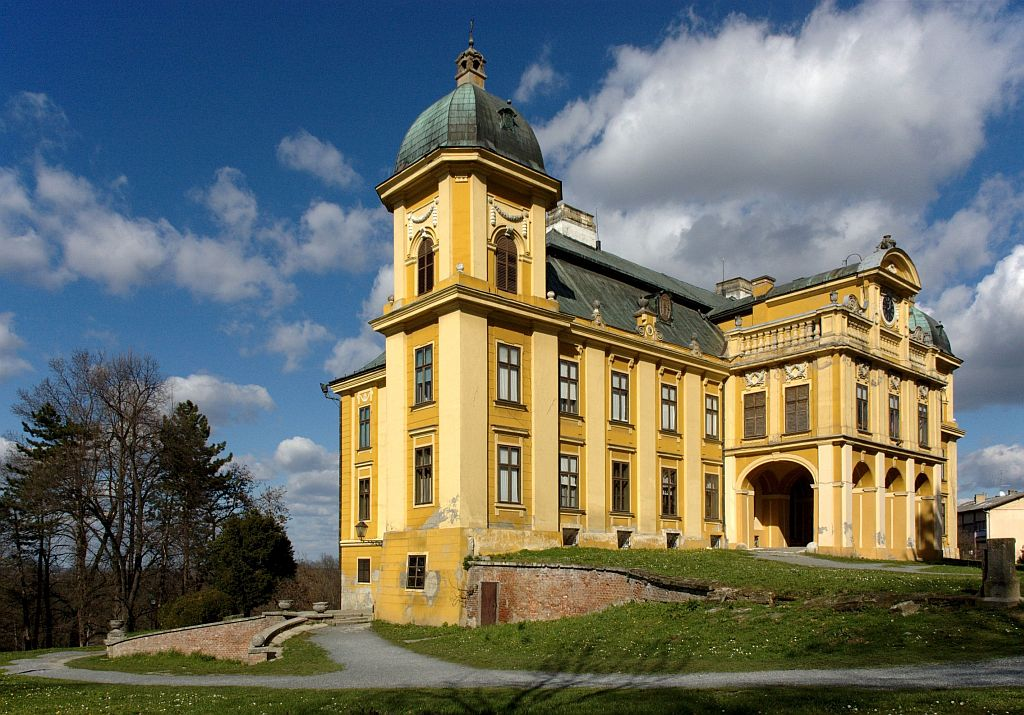
Zámek Pejačević, sídlo ve městě Našice

Sídlem rodiny v Chorvatsku byl zámek Pejačević ve městě Našice. Zde strávila celé své dětství, než se její rodina v roce 1903 přestěhovala do Záhřebu. V roce 1907 se do Našice vrátila ale o dva roky později studovala v Drážďanech. V roce 1911 přesídlila do Mnichova. Po vypuknutí první světové války v roce 1914 po celou dobu pomáhala jako zdravotní sestra v Našici a starala se o raněné vojáky. V této době také intenzivně komponovala. Z tohoto období pochází její nejlepší skladby.
Mezitím pobývala také v Budapešti, Praze, Vídni až do sňatku s rakouským důstojníkem Ottomarem Lumbem v roce 1921. Poté, až do své smrti v roce 1923, žila v Mnichově.
Dora Pejačević zemřela na komplikace po těžkém porodu 5. března 1923 v Mnichově. Pohřbena je v rodinném sídle na zámku v Našici.
Chorvatský režisér Zvonimir Berković natočil v roce 1993 v produkci HRT jako svůj poslední celovečerní film biografický snímek Kontesa Dora, kde titulní roli ztvárnila chorvatská herečka Alma Prica.

## Dílo
Její díla, z nichž bylo vydáno jen několik, byla veřejně provedena jak v rodné vlasti, tak i v dalších evropských zemích. Účinkujícími byli klavíristé Walther Bachmann, Svetislav Stančić a Alice Ripper; houslisté Joan Manén, Václav Huml a Zlatko Baloković; zpěvačka Ingeborg Danz; dirigovali Oskar Nedbal a Edwin Lindner. Její skladby hrála i tělesa jako Záhřebská nebo Drážďanská filharmonie, Wiener Tonkünstler-Orchester a „Chorvatské smyčcové kvarteto“.
Jako první žena v Chorvatsku psala orchestrální díla. Její pozdně romantická, velmi svérázná, harmonická a instrumentálně rafinovaná hudba je považována za reprezentativní hudbu období Fin de siècle. Někdy je její styl přirovnáván k hudbě Sergeja Rachmaninova. Dora Pejačević zanechala bohaté dílo, celkem jde o 58 prací, které ovšem nejsou často hrány.

### Vokální skladby
- Solo pjesme
- Ein Lied, op. 11, 1900. (Paul Wilhelm)
- Warum?, op. 13, 1901. (Dora Pejačević)
- Ave Maria, op. 16 za glas, violinu i orgulje, 1903.
- Sieben Lieder, op. 23, 1907. (W. Wickenburg-Almásy)
- Zwei Lieder, op. 27, 1909. (W. Wickenburg-Almásy a Ernst Strauss)
- Vier Lieder, op. 30, 1911. (Anna Ritter)
- Verwandlung, op. 37a za glas, orgulje i violinu, 1915. (Karl Kraus)
- Mädchengestalten, op. 42, 1916. (Rainer Maria Rilke)
- An eine Falte, op. 46, 1918. (Karl Kraus)
- Drei Gesänge, op. 53, 1920. (Friedrich Nietzsche)
- Zwei Lieder, op. 55, 1920. (Karl Henckell a Ricarda Huch)
- Tri dječje pjesme, op. 56, 1921. (Zmaj Jovan Jovanović)
- Pjesme za glas i orkestar
- Verwandlung, op. 37b, 1915. (Karl Kraus)
- Liebeslied op. 39, 1915. (Rainer Maria Rilke)
- Zwei Schmetterlingslieder, op. 52, 1920. (Karl Henckell)

### Klavírní miniatury
- Berceuse, op. 2, 1897.
- Gondellied, op. 4, 1898.]

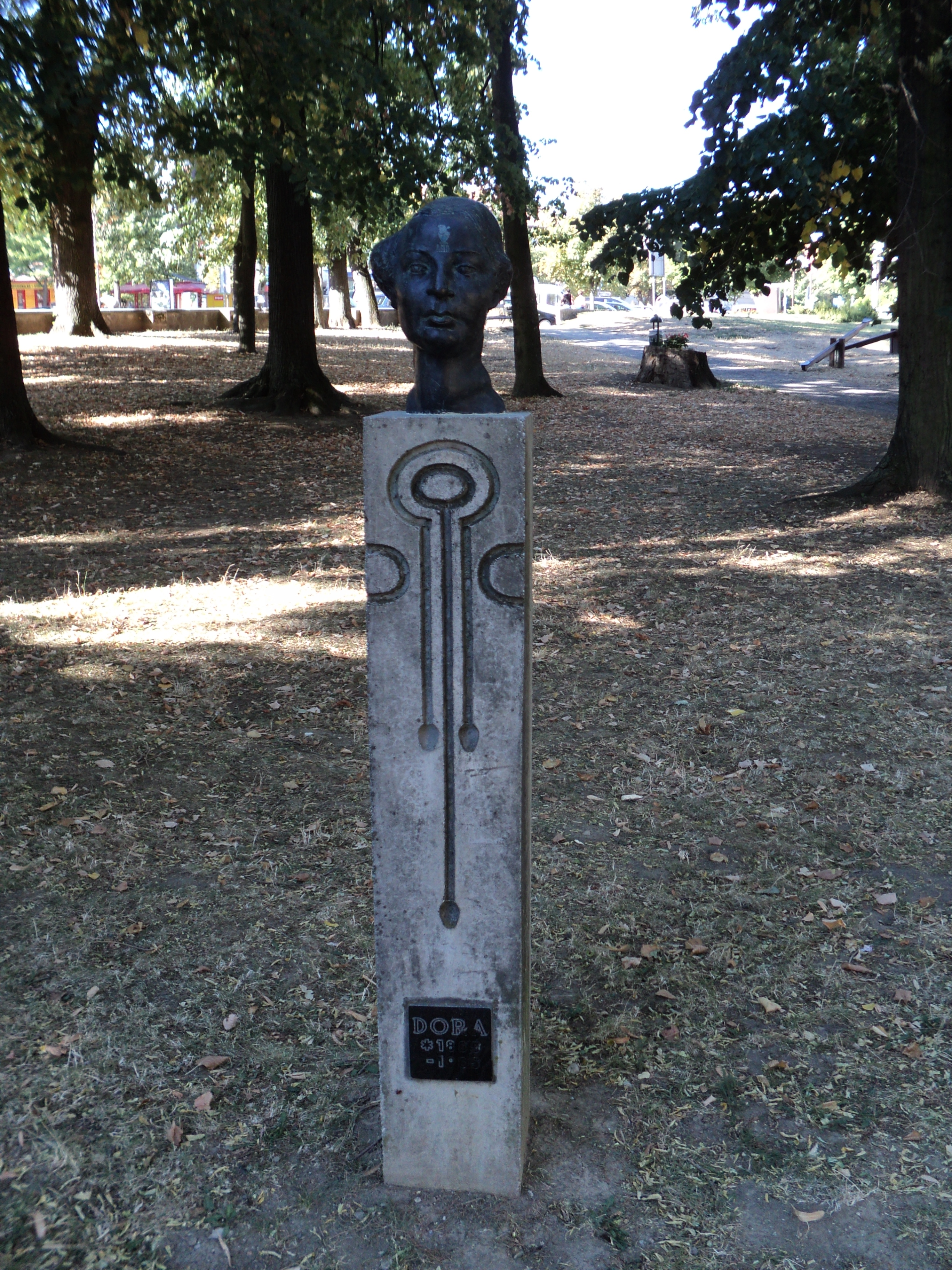
Busta na náhrobku

- Chanson sans paroles, op. 5, 1898.
- Papillon, op. 6, 1898.
- Menuette, op. 7, 1898.
- Impromptu, op. 9a, 1899.
- Chanson sans paroles, op. 10, 1900.
- Albumblatt, op. 12, 1901.
- Trauermarsch, op. 14, 1902.
- Sechs Phantasiestücke, op. 17, 1903.
- Blumenleben, op. 19, 1904.-1905.
- Berceuse, op. 20, 1906.
- Valse de concert, op. 21, 1906.
- Erinnerung, op. 24, 1908.
- Walzer-Capricen, op. 28, 1910.
- Vier Klavierstücke, op. 32a, 1912.
- Impromptu, op. 32b, 1912.
- Sonata u b-molu, op. 36, 1914.
- Zwei Intermezzi, op. 38, 1915.
- Zwei Klavierstücke, op. 44, 1918.
- Blütenwirbel, op. 45, 1918.
- Capriccio, op. 47, 1919.
- Zwei Nocturnos, op. 50, 1918., 1920.
- Humoreske und Caprice, op. 54, 1920.
- Sonata u As-duru, op. 57, 1921.

### Komorní skladby
- Reverie za violinu i glasovir, op. 3, 1897.
- Canzonetta za violinu i glasovir, op. 8, 1899.
- Impromptu za glasovirski kvartet, op. 9b, 1903.
- Trio u D-duru za violinu, violončelo i glasovir, op. 15, 1902.
- Menuett za violinu i glasovir, op. 18, 1904.
- Romanze za violinu i glasovir, op. 22, 1907.
- Kvartet u d-molu za violinu, violu, violončelo i glasovir, op. 25, 1908.
- Sonata u D-duru za violinu i glasovir, op. 26, 1909.
- Trio u C-duru za violinu, violončelo i glasovir, op. 29, 1910.
- Gudački kvartet u F-duru, op. 31, 1911.
- Elegie za violinu i glasovir, op. 34, 1913.
- Sonata u e-molu za violončelo i glasovir, op. 35, 1913.
- Kvintet u h-molu za 2 violine, violu, violončelo i glasovir, op. 40, 1915. - 1918.
- Sonata u b-molu za violinu i glasovir, op. 43, Slavenska, 1917.
- Méditation za violinu i glasovir, op. 51, 1919.
- Gudački kvartet u C-duru, op. 58, 1922.

### Orchestrální skladby
- Koncert u g-molu za glasovir i orkestar, op. 33, 1913.
- Simfonija u fis-molu za veliki orkestar, op. 41, 1916. - 1917. (rev. 1920.)
- Phantasie concertante u d-molu za glasovir i orkestar, op. 48, 1919.
- Ouvertura u d-molu za veliki orkestar, op. 49, 1919.